# Альнітак
Альніта́к (Дзета Оріона, ζ Ori) — потрійна зоря в сузір'ї Оріона. Разом з Мінтакою (δ Оріона) та Альніламом (ε Оріона) утворює Пояс Оріона. Назва походить від араб. النطاق, трансліт. an-niṭāq «пояс».
Головна зоря системи — гарячий блакитний надгігант з видимою зоряною величиною 1,70, одна з найяскравіших зір спектрального класу O на нічному небі північної півкулі. Поряд з нею розташовані ще дві зорі: гігант спектрального класу B (ζ Ori B) та, ймовірно, зоря головної послідовності спектрального класу O (яка разом з головною зорею утворює подвійну систему ζ Ori A). Обидві вони мають видиму зоряну величину близько 4,0 і разом утворюють гравітаційно пов'язану потрійну зоряну систему. 
Ця система є членом OB-асоціації в Оріоні й розташована в межах газової емісійної туманності IC 434. Спочатку вважалося, що відстань до зорі становить близько 1500 світлових років, однак, за даними Гіппаркоса, зоря виявилася майже вдвічі ближчою (800 світлових років).

## Історія спостережень
Альнітак добре відомий ще з часів античності як зоря, що входить у склад Поясу Оріона й що, відповідно, набула певного культурологічного значення. Про те, що Альнітак — подвійна зоря, вперше повідомив німецький астроном-аматор Джорж Куновскі 1819 р. Наявність третьої зорі в системі запідозрено ще в 1970-х роках з аналізу даних спостережень, зроблених на інтерферометрі зоряної інтенсивності Наррабрі. Виявила її група астрономів з Ловеллівської обсерваторії 1998 року.
Паралакс, одержаний у спостереженнях супутника «Гіппаркос», указує на відстань близько 225 парсек, але ці дослідження не беруть до уваги викривлення, спричинені кратною природою зоряної системи, тож інші дослідники подають більші відстані.